# (1854) Скворцов
(1854) Скворцов — один из астероидов главного пояса. 

## История открытия
Астероид был открыт 22 октября 1968 года сотрудницей Крымской астрофизической обсерватории Тамарой Смирновой и назван в честь российского и советского астронома Евгения Фёдоровича Скворцова, который и сам открыл несколько астероидов в Симеизской обсерватории в 1929-1930 годах.

## Орбитальные характеристики
Астероид (1854) Скворцов относится к объектам Главного пояса и находится на расстоянии 2,54 а. е. от Солнца. Поскольку орбита объекта немного вытянута, её эксцентриситет близок к 0,14, его расстояние от Солнца меняется довольно слабо, примерно от 326,773 млн км в перигелии до 432,549 млн км в афелии. Один оборот вокруг Солнца астероид делает за 4,04 земного года.

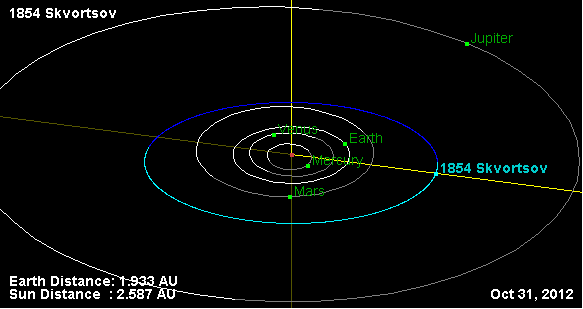
Орбита астероида Скворцов и его положение в Солнечной системе

## Физические характеристики
Абсолютная звёздная величина астероида составляет всего 12,3m, что делает возможным его наблюдение только в сильный телескоп.
Период вращения астероида вокруг собственной оси равен 78,5 часам.